# Венские ворота

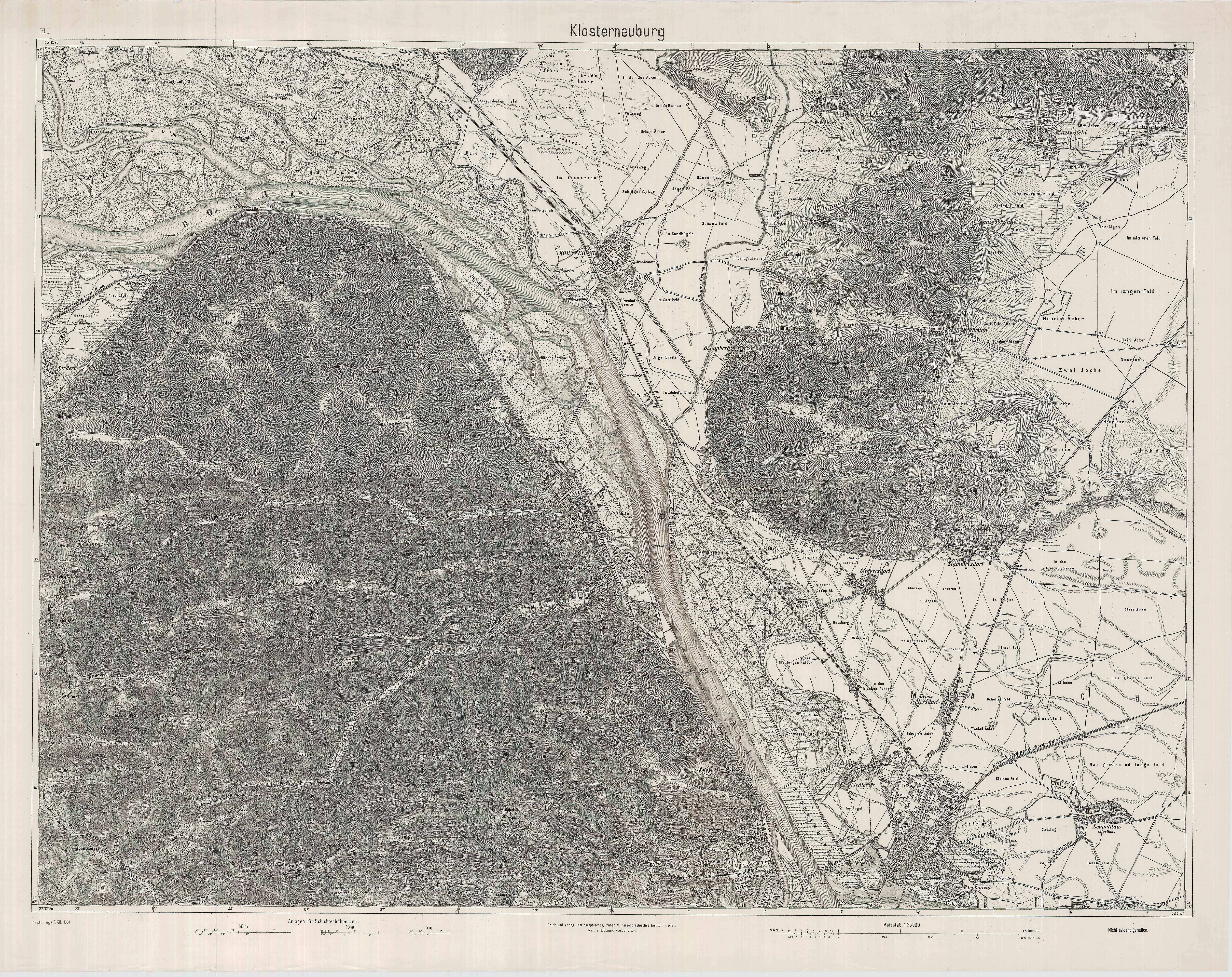
Карта 1901 года

Венские ворота (нем. Wiener Pforte) — речные ворота Дуная на северо-восточном краю Венского Леса, через которые река вытекает на равнины Венского бассейна. Находятся в нескольких километрах к северу от границ столицы Австрии Вены.
Ворота образованы горами Леопольдсберг (425 м) на западе, на правом берегу Дуная, и Бизамберг (358 м) на противоположном, восточном берегу. Возникли около 350 тысяч лет назад в результате эрозии вдоль геологического разлома между Венским Лесом и Бизамбергом. Предположительно, кроме самого Дуная, образованию речных ворот поспособствовали также местные речки Кирлингбах (Kierlingbach) и Вайдлингбах (Weidlingbach).
Исторически были важны для торговли между Западной и Восточной Европой и поспособствовали развитию близлежащей Вены как центра торговли. Дополнительным преимуществом для собственно Вены послужила относительно близкая восточная ветвь Янтарного пути.